# Hydroeciodes compressipuncta
Hydroeciodes compressipuncta là một loài bướm đêm trong họ Noctuidae.